# Remain
Pour plus de détails, voir Fiche technique et Distribution.
Remain est un film américain réalisé par M. Night Shyamalan et dont la sortie est prévue en 2026. Le scénario est coécrit par M. Night Shyamalan et l’écrivain Nicholas Sparks. Chacun développe de son côté une œuvre inspirée de la même histoire d’amour : un scénario pour le premier et un roman pour Nicholas Sparks. Ce dernier, intitulé Remain, paraîtra en librairie le 7 octobre 2025,,.
Le film met en scène Jake Gyllenhaal, Phoebe Dynevor et Ashley Walters.

## Synopsis
Tate Donovan, architecte new-yorkais, arrive à Cap Cod dans le Massachusetts. Il doit y dessiner la maison d'été de son meilleur ami. Fraîchement sorti d'un hôpital psychiatrique après une dépression sévère, il cherche à reconstruire sa vie. Hanté par la perte de sa sœur, il croise le chemin de Wren, une jeune femme énigmatique qui bouleverse tout ce qu’il croyait savoir.

## Fiche technique
Sauf indication contraire, les informations mentionnées dans cette section peuvent être confirmées par les bases de données cinématographiques IMDb et Allociné,  présentes dans la section « Liens externes ».
- Titre original : Remain
- Réalisation : M. Night Shyamalan
- Scénario : M. Night Shyamalan et Nicholas Sparks
- Musique : n/a
- Direction artistique : n/a
- Décors : n/a
- Costumes : n/a
- Photographie : Adolpho Veloso
- Montage : n/a
- Production : Marc Bienstock, Ashwin Rajan et M. Night Shyamalan
- Société de production : Blinding Edge Pictures
- Société de distribution : Warner Bros. Pictures
- Budget : n/a
- Pays de production :  États-Unis
- Langue originale : anglais
- Format : couleur
- Genre : thriller, fantastique, romance
- Dates de sortie[5] : Dates sujettes à modification
  - France : 21 octobre 2026
  - États-Unis : 23 octobre 2026

## Distribution
- Jake Gyllenhaal : Tate Donovan
- Phoebe Dynevor
- Ashley Walters

## Production

### Développement
Annoncé au printemps 2025, le projet Remain marque une collaboration inédite entre l'écrivain Nicholas Sparks, célèbre auteur de romans d’amour souvent adaptés au cinéma, et le réalisateur M. Night Shyamalan.
Chacun développe sa propre version de l’histoire et son propre projet : Nicholas Sparks développe un roman, tandis que le cinéaste élabore un scénario pour un projet de long-métrage. Tous deux s’appuient cependant sur une même base et une même intrigue.

### Attribution des rôles
Jake Gyllenhaal est rapidement annoncé dans le rôle principal. Phoebe Dynevor et Ashley Walters rejoignent ensuite le projet.

### Tournage

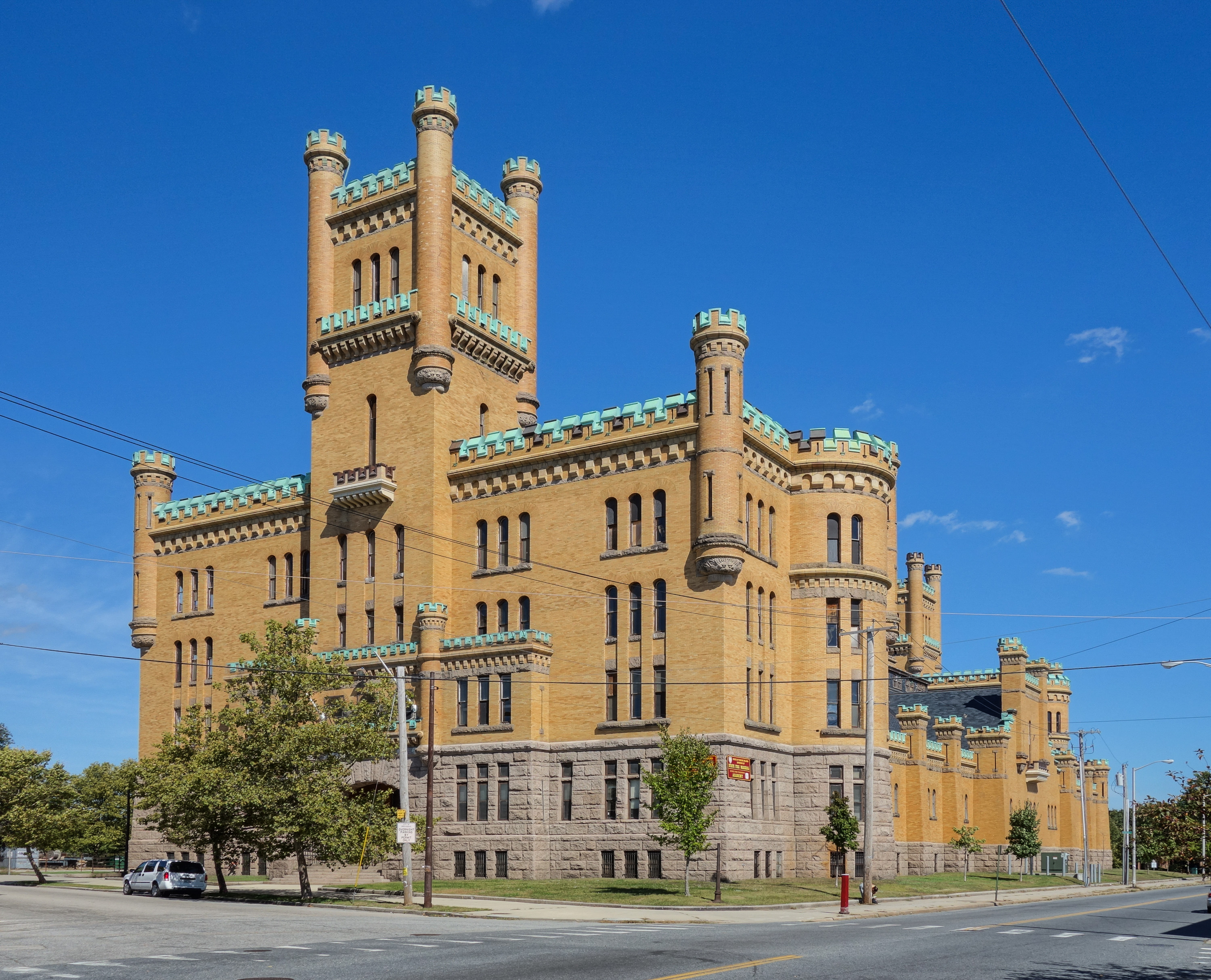
Le Cranston Street Armory dans la ville de Providence

Le tournage débute le 18 juin 2025, dans les villes de Warren et Bristol, dans l'État du Rhode Island,. Il devrait également se poursuivre dans la ville de Providence,. Le Cranston Street Armory, un bâtiment historique emblématique de la région, a été loué pour les besoins de la production.
D'après le directeur de la photographie Adolpho Veloso, le film est tourné en VistaVision. Ce procédé, rarement utilisé ces dernières années, a fait son retour l'année précédente avec The Brutalist de Brady Corbet.

## Sortie
En mai 2025, Warner Bros. Pictures annonce une sortie américain pour le 23 octobre 2026 aux États-Unis et au 21 octobre 2026 en France.